# Unicodeblock Kombinierende diakritische Zeichen, Ergänzung
Der Unicodeblock Kombinierende diakritische Zeichen, Ergänzung (engl. Combining Diacritical Marks Supplement, U+1DC0 bis U+1DFF) enthält zusätzliche kombinierende Zeichen, die nicht mehr im Unicodeblock Kombinierende diakritische Zeichen kodiert werden konnten, überwiegend phonetische Zeichen.

## Tabelle
Alle Zeichen sind kombinierende Zeichen und haben die bidirektionale Klasse "Markierung ohne Extrabreite".
| Unicodenummer | Zeichen (400 %) | Offizielle Bezeichnung                                          | Beschreibung                                                                  |
| ------------- | --------------- | --------------------------------------------------------------- | ----------------------------------------------------------------------------- |
| U+1DC0 (7616) | ◌᷀               | COMBINING DOTTED GRAVE ACCENT                                   | Kombinierender Gravis mit Punkten                                             |
| U+1DC1 (7617) | ◌᷁               | COMBINING DOTTED ACUTE ACCENT                                   | Kombinierender Akut mit Punkten                                               |
| U+1DC2 (7618) | ◌᷂               | COMBINING SNAKE BELOW                                           | Kombinierende Schlange unten                                                  |
| U+1DC3 (7619) | ◌᷃               | COMBINING SUSPENSION MARK                                       | Kombinierendes Suspendierungszeichen                                          |
| U+1DC4 (7620) | ◌᷄               | COMBINING MACRON-ACUTE                                          | Kombinierender Makron-Akut                                                    |
| U+1DC5 (7621) | ◌᷅               | COMBINING GRAVE-MACRON                                          | Kombinierender Gravis-Makron                                                  |
| U+1DC6 (7622) | ◌᷆               | COMBINING MACRON-GRAVE                                          | Kombinierender Makron-Gravis                                                  |
| U+1DC7 (7623) | ◌᷇               | COMBINING ACUTE-MACRON                                          | Kombinierender Akut-Makron                                                    |
| U+1DC8 (7624) | ◌᷈               | COMBINING GRAVE-ACUTE-GRAVE                                     | Kombinierender Gravis-Akut-Gravis                                             |
| U+1DC9 (7625) | ◌᷉               | COMBINING ACUTE-GRAVE-ACUTE                                     | Kombinierender Akut-Gravis-Akut                                               |
| U+1DCA (7626) | ◌᷊               | COMBINING LATIN SMALL LETTER R BELOW                            | Kombinierender lateinischer Kleinbuchstabe R unten                            |
| U+1DCB (7627) | ◌᷋               | COMBINING BREVE-MACRON                                          | Kombinierender Brevis-Makron                                                  |
| U+1DCC (7628) | ◌᷌               | COMBINING MACRON-BREVE                                          | Kombinierender Makron-Brevis                                                  |
| U+1DCD (7629) | ◌᷍◌              | COMBINING DOUBLE CIRCUMFLEX ABOVE                               | Kombinierender doppelt so breiter Zirkumflex oben                             |
| U+1DCE (7630) | ◌᷎               | COMBINING OGONEK ABOVE                                          | Kombinierender übergesetzter Ogonek                                           |
| U+1DCF (7631) | ◌᷏               | COMBINING ZIGZAG BELOW                                          | Kombinierendes untergesetztes Zick-Zack                                       |
| U+1DD0 (7632) | ◌᷐               | COMBINING IS BELOW                                              | Kombinierendes untergesetztes Is                                              |
| U+1DD1 (7633) | ◌᷑               | COMBINING UR ABOVE                                              | Kombinierendes übergesetztes Ur                                               |
| U+1DD2 (7634) | ◌᷒               | COMBINING US ABOVE                                              | Kombinierendes übergesetztes Us                                               |
| U+1DD3 (7635) | ◌ᷓ               | COMBINING LATIN SMALL LETTER FLATTENED OPEN A ABOVE             | Kombinierender übergesetzter umgedrehter Doppelbogen                          |
| U+1DD4 (7636) | ◌ᷔ               | COMBINING LATIN SMALL LETTER AE                                 | Kombinierender lateinischer Kleinbuchstabe Ae-Ligatur                         |
| U+1DD5 (7637) | ◌ᷕ               | COMBINING LATIN SMALL LETTER AO                                 | Kombinierender lateinischer Kleinbuchstabe Ao                                 |
| U+1DD6 (7638) | ◌ᷖ               | COMBINING LATIN SMALL LETTER AV                                 | Kombinierender lateinischer Kleinbuchstabe Av                                 |
| U+1DD7 (7639) | ◌ᷗ               | COMBINING LATIN SMALL LETTER C CEDILLA                          | Kombinierender lateinischer Kleinbuchstabe C mit Cedille                      |
| U+1DD8 (7640) | ◌ᷘ               | COMBINING LATIN SMALL LETTER INSULAR D                          | Kombinierender lateinischer Kleinbuchstabe insulares D                        |
| U+1DD9 (7641) | ◌ᷙ               | COMBINING LATIN SMALL LETTER ETH                                | Kombinierender lateinischer Kleinbuchstabe Eth                                |
| U+1DDA (7642) | ◌ᷚ               | COMBINING LATIN SMALL LETTER G                                  | Kombinierender lateinischer Kleinbuchstabe G                                  |
| U+1DDB (7643) | ◌ᷛ               | COMBINING LATIN LETTER SMALL CAPITAL G                          | Kombinierendes lateinisches Kapitälchen G                                     |
| U+1DDC (7644) | ◌ᷜ               | COMBINING LATIN SMALL LETTER K                                  | Kombinierender lateinischer Kleinbuchstabe K                                  |
| U+1DDD (7645) | ◌ᷝ               | COMBINING LATIN SMALL LETTER L                                  | Kombinierender lateinischer Kleinbuchstabe L                                  |
| U+1DDE (7646) | ◌ᷞ               | COMBINING LATIN LETTER SMALL CAPITAL L                          | Kombinierendes lateinisches Kapitälchen L                                     |
| U+1DDF (7647) | ◌ᷟ               | COMBINING LATIN LETTER SMALL CAPITAL M                          | Kombinierendes lateinisches Kapitälchen M                                     |
| U+1DE0 (7648) | ◌ᷠ               | COMBINING LATIN SMALL LETTER N                                  | Kombinierender lateinischer Kleinbuchstabe N                                  |
| U+1DE1 (7649) | ◌ᷡ               | COMBINING LATIN LETTER SMALL CAPITAL N                          | Kombinierendes lateinisches Kapitälchen N                                     |
| U+1DE2 (7650) | ◌ᷢ               | COMBINING LATIN LETTER SMALL CAPITAL R                          | Kombinierendes lateinisches Kapitälchen R                                     |
| U+1DE3 (7651) | ◌ᷣ               | COMBINING LATIN SMALL LETTER R ROTUNDA                          | Kombinierender lateinischer Kleinbuchstabe R rotunda                          |
| U+1DE4 (7652) | ◌ᷤ               | COMBINING LATIN SMALL LETTER S                                  | Kombinierender lateinischer Kleinbuchstabe S                                  |
| U+1DE5 (7653) | ◌ᷥ               | COMBINING LATIN SMALL LETTER LONG S                             | Kombinierender lateinischer Kleinbuchstabe langes S                           |
| U+1DE6 (7654) | ◌ᷦ               | COMBINING LATIN SMALL LETTER Z                                  | Kombinierender lateinischer Kleinbuchstabe Z                                  |
| U+1DE7 (7655) | ◌ᷧ               | COMBINING LATIN SMALL LETTER ALPHA                              | Kombinierender lateinischer Kleinbuchstabe Alpha                              |
| U+1DE8 (7656) | ◌ᷨ               | COMBINING LATIN SMALL LETTER B                                  | Kombinierender lateinischer Kleinbuchstabe B                                  |
| U+1DE9 (7657) | ◌ᷩ               | COMBINING LATIN SMALL LETTER BETA                               | Kombinierender lateinischer Kleinbuchstabe Beta                               |
| U+1DEA (7658) | ◌ᷪ               | COMBINING LATIN SMALL LETTER SCHWA                              | Kombinierender lateinischer Kleinbuchstabe Schwa                              |
| U+1DEB (7659) | ◌ᷫ               | COMBINING LATIN SMALL LETTER F                                  | Kombinierender lateinischer Kleinbuchstabe F                                  |
| U+1DEC (7660) | ◌ᷬ               | COMBINING LATIN SMALL LETTER L WITH DOUBLE MIDDLE TILDE         | Kombinierender lateinischer Kleinbuchstabe L mit doppelter Mitteltilde        |
| U+1DED (7661) | ◌ᷭ               | COMBINING LATIN SMALL LETTER O WITH LIGHT CENTRALIZATION STROKE | Kombinierender lateinischer Kleinbuchstabe O mit dünnem zentriertem Strich    |
| U+1DEE (7662) | ◌ᷮ               | COMBINING LATIN SMALL LETTER P                                  | Kombinierender lateinischer Kleinbuchstabe P                                  |
| U+1DEF (7663) | ◌ᷯ               | COMBINING LATIN SMALL LETTER ESH                                | Kombinierender lateinischer Kleinbuchstabe Esh                                |
| U+1DF0 (7664) | ◌ᷰ               | COMBINING LATIN SMALL LETTER U WITH LIGHT CENTRALIZATION STROKE | Kombinierender lateinischer Kleinbuchstabe U mit dünnem zentriertem Strich    |
| U+1DF1 (7665) | ◌ᷱ               | COMBINING LATIN SMALL LETTER W                                  | Kombinierender lateinischer Kleinbuchstabe W                                  |
| U+1DF2 (7666) | ◌ᷲ               | COMBINING LATIN SMALL LETTER A WITH DIAERESIS                   | Kombinierender lateinischer Kleinbuchstabe A mit Diärese                      |
| U+1DF3 (7667) | ◌ᷳ               | COMBINING LATIN SMALL LETTER O WITH DIAERESIS                   | Kombinierender lateinischer Kleinbuchstabe O mit Diärese                      |
| U+1DF4 (7668) | ◌ᷴ               | COMBINING LATIN SMALL LETTER U WITH DIAERESIS                   | Kombinierender lateinischer Kleinbuchstabe U mit Diärese                      |
| U+1DF5 (7669) | ◌᷵               | COMBINING UP TACK ABOVE                                         | Kombinierender Tack oben                                                      |
| U+1DF6 (7670) | ◌᷶               | COMBINING KAVYKA ABOVE RIGHT                                    | Kombinierende Kawyka oben rechts                                              |
| U+1DF7 (7671) | ◌᷷               | COMBINING KAVYKA ABOVE LEFT                                     | Kombinierende Kawyka oben links                                               |
| U+1DF8 (7672) | ◌᷸               | COMBINING DOT ABOVE LEFT                                        | Kombinierender Punkt oben links                                               |
| U+1DF9 (7673) | ◌᷹               | COMBINING WIDE INVERTED BRIDGE BELOW                            | Kombinierende breite umgekehrte Brücke unten                                  |
| U+1DFA (7674) | ◌᷺               | COMBINING DOT BELOW LEFT                                        | Kombinierender Punkt unten links                                              |
| U+1DFB (7675) | ◌᷻               | COMBINING DELETION MARK                                         | Kombinierende Löschmarke                                                      |
| U+1DFC (7676) | ◌᷼◌              | COMBINING DOUBLE INVERTED BREVE BELOW                           | Kombinierender doppelt breiter gedrehter Brevis unten                         |
| U+1DFD (7677) | ◌᷽               | COMBINING ALMOST EQUAL TO BELOW                                 | Kombinierende Doppeltilde unten                                               |
| U+1DFE (7678) | ◌᷾               | COMBINING LEFT ARROWHEAD ABOVE                                  | Kombinierender nach links zeigender Pfeilkopf oben                            |
| U+1DFF (7679) | ◌᷿               | COMBINING RIGHT ARROWHEAD AND DOWN ARROWHEAD BELOW              | Kombinierender nach rechts zeigender und nach unten zeigender Pfeilkopf unten |